# Antonín Popp

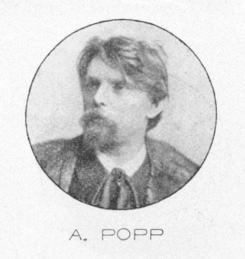
Antonín Popp (1903)

Antonín Popp (* 30. Juli 1850 in Prag; † 10. Juni 1915 ebenda) war ein tschechischer Bildhauer und Medailleur.

## Leben

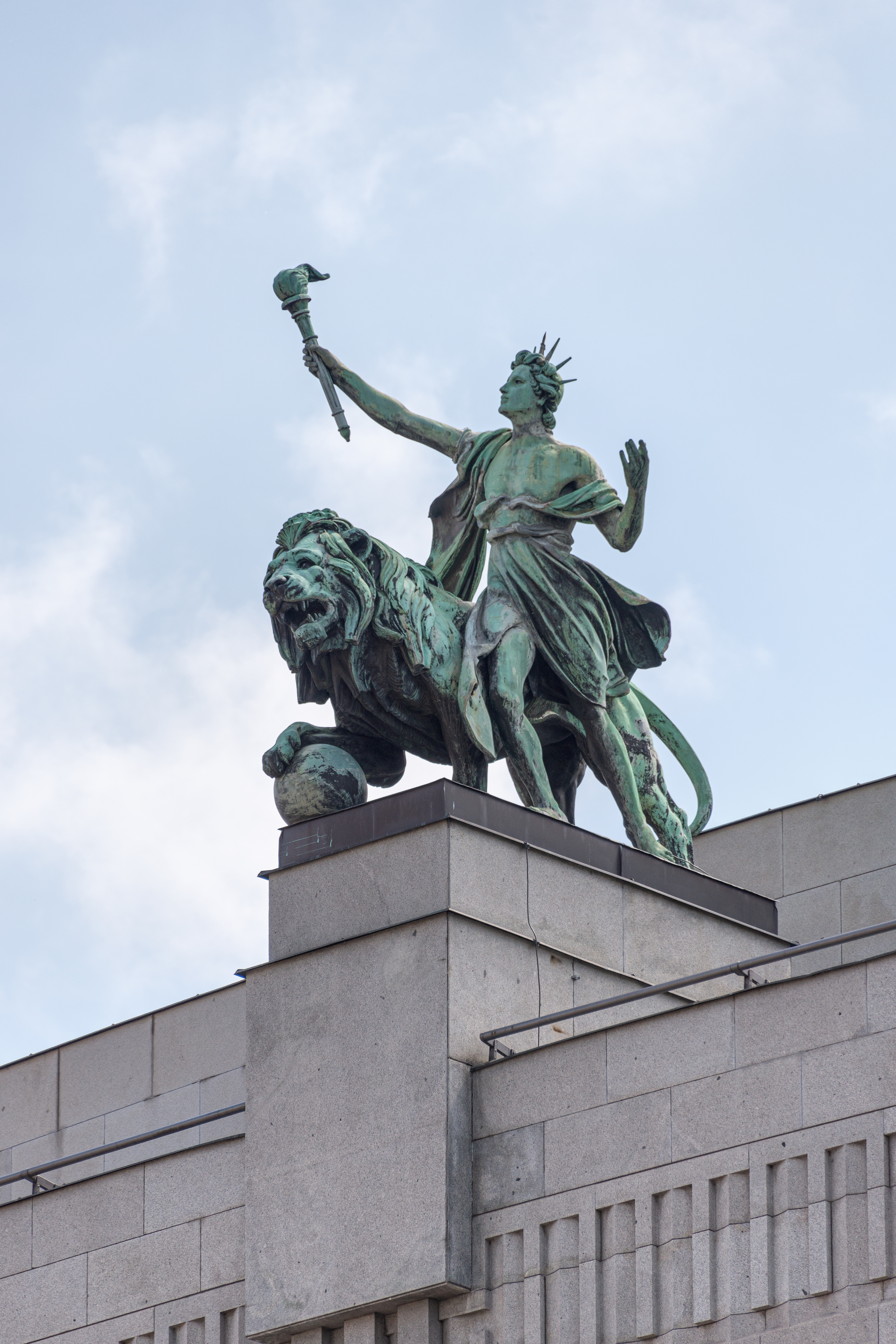
Löwe und Genius mit Fackel auf der ČNB

Popp war ein Sohn des Bildhauers Ernst Popp 1866 absolvierte er die Höhere Realschule (kaiserlich-königliche Deutsche Staatsschule) in Prag und wurde in der Werkstatt seines Vaters ausgebildet. Er besuchte nebenbei die Industrieschule und seit 1870 die Prager Akademie. Er reiste durch Europa und begann 1873 seine Tätigkeit als selbständiger Bildhauer. Ab 1892 unterrichtete er Modellieren am tschechischen Polytechnikum und wurde 1896 zum Professor ernannt.
Zu seinen Werken zählen Büsten, Medaillen, Skulpturen und Statuen an öffentlichen Gebäuden in Prag. Einige seiner Werke befinden sich auf dem Vyšehrad-Friedhof. Berühmt ist auch die Skulptur auf dem Gebäude der Tschechische Nationalbank in Prag. 1876 schuf er Modelle für Arkaden am Kolleg der Karls-Universität. Popp war auch außerhalb von Prag tätig und fertigte Skulpturen für das Rathaus in Pardubice oder für das Theater in Pilsen.  Er war auch am Bau des Theaters von Litomyšl beteiligt (tschechisch Smetanův dům ‚Smetana-Haus‘), das in den Jahren 1903 bis 1905 nach dem Entwurf der Architekten Jan Šula, Viktorin Šulc und Josef Velflík errichtet wurde. Hierfür stellte er mehrere Statuen und Ornamente her.

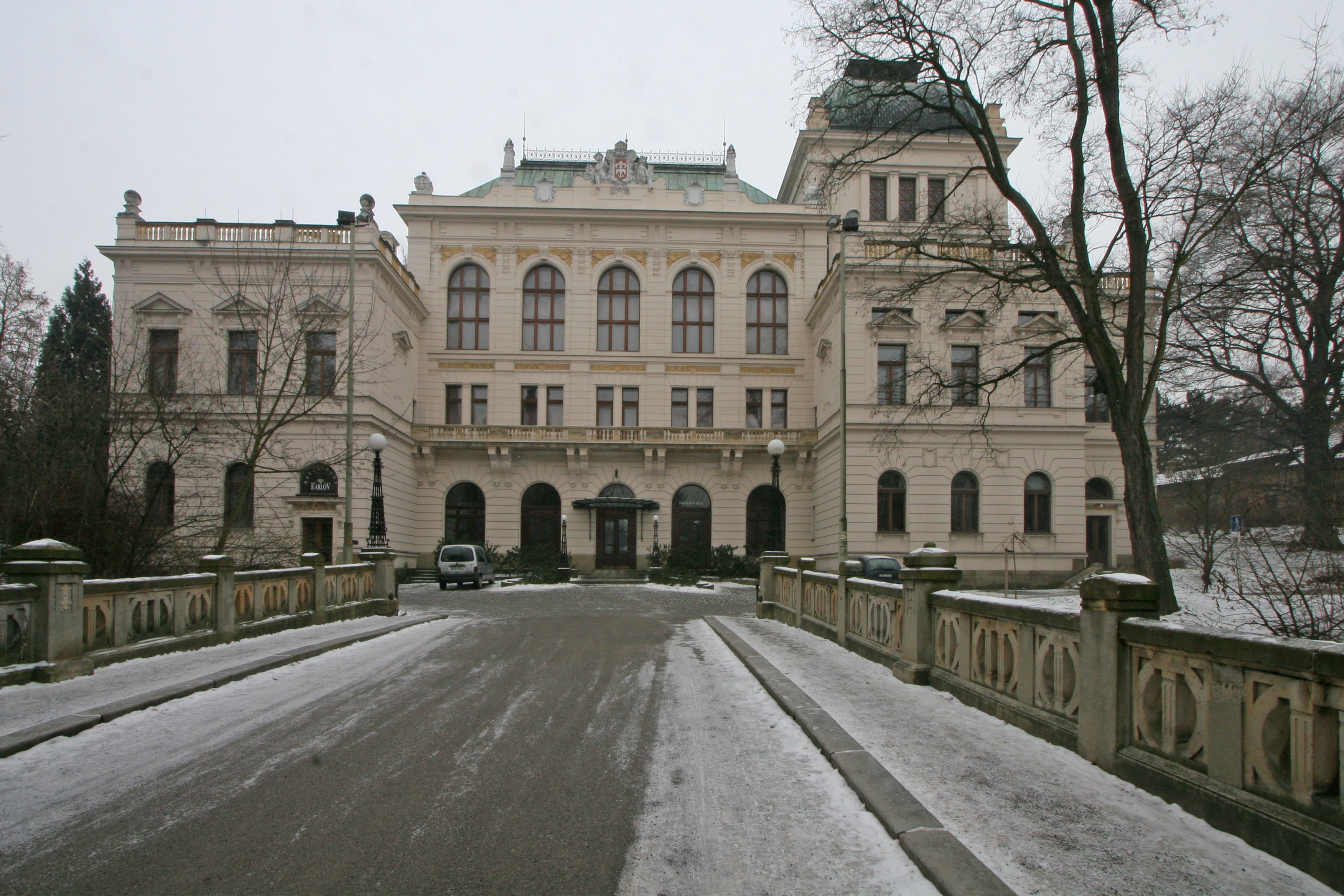
Smetana-Haus, Leitomisch

## Werke (Auswahl)
Skulpturen der Dekoration
- 1881 bis 1883: Ausschmückung des Schlosses des Grafen Raczyn in Bregenz
- 1890: Hypothekenbank
- 1892: Rathaus in Taus und Ungarisch Hradisch, Wasserwerk in Vinohrady und das Typanon der Handelsschule in Prag
- 1893: Engelsstatue auf dem Grab der Familie Friedland
- 1894: Tschechische Sparkasse (Altes Gebäude in der Rytířská ul.)
- 1899: Fassade des Kunstmuseums

Zu seinen Werken gehören auch Büsten im Foyer des Nationaltheaters oder die Medaille zur 100-jährigen Feier von Palacký oder 32 Porträtmedaillons böhmischer Könige im Nationalmuseum.